# Meliola ellisii
Meliola ellisii är en svampart som beskrevs av Roum. 1880. Meliola ellisii ingår i släktet Meliola och familjen Meliolaceae.  Arten är reproducerande i Sverige. Inga underarter finns listade i Catalogue of Life.